# Côte d'Émeraude

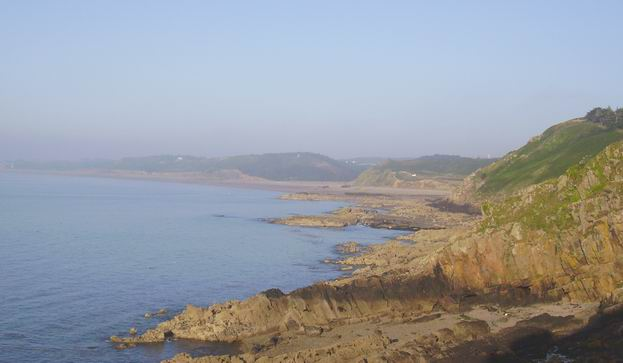
Côte d'Émeraude

Côte d'Émeraude (Coasta de Smarald) este o porțiune coastă marină din Bretania, între Cap Fréhel și orașul Cancale, Franța. Denumirea coastei provine de la culoarea verde de smarald, pe care o are marea în anumite perioade de timp.